# Diazona fungia
Diazona fungia is een zakpijpensoort uit de familie van de Diazonidae. De wetenschappelijke naam van de soort werd in 2001 voor het eerst geldig gepubliceerd door Claude en Françoise Monniot.